# بريان بينبيرثي
بريان بينبيرثي (بالإنجليزية: Bryan Penberthy)‏ هو شاعر أمريكي، ولد في 29 ديسمبر 1976.